# World Downfall
World Downfall – debiutancki album grindcoreowej grupy Terrorizer. Materiał wydano w roku 1989, przez Earache Records.

## Lista utworów
Opracowano na podstawie materiału źródłowego.
1. „After World Obliteration” – 3:30
2. „Storm of Stress” – 1:28
3. „Fear of Napalm” – 3:01
4. „Human Prey” – 2:08
5. „Corporation Pull-In” – 2:22
6. „Strategic Warheads” – 1:38
7. „Condemned System” – 1:22
8. „Resurrection” – 2:59
9. „Enslaved by Propaganda” – 2:14
10. „Need to Live” – 1:17
11. „Ripped to Shreds” – 2:52
12. „Injustice” – 1:28
13. „Whirlwind Struggle” – 2:16
14. „Infestation” – 1:56
15. „Dead Shall Rise” – 3:06
16. „World Downfall” – 2:37

## Twórcy
Opracowano na podstawie materiału źródłowego.
- Oscar Garcia - śpiew
- Jesse Pintado – gitara elektryczna
- David Vincent – gitara basowa, śpiew, produkcja muzyczna
- Pete Sandoval – perkusja
- Scott Burns – inżynieria dźwięku

## Wydania
| Rok  | Nr katalogowy | Format                           | Wydawca               | Region            | Źródło |
| ---- | ------------- | -------------------------------- | --------------------- | ----------------- | ------ |
| 1989 | MOSH 16       | LP, Album                        | Earache Records       | Wielka Brytania   | [ 3 ]  |
| 1989 | MLL-CD: 001   | CD, Album                        | Millenium Records     | Brazylia          | [ 3 ]  |
| 1989 | 88561-2035-2  | CD, Album                        | Relativity Records    | Stany Zjednoczone | [ 3 ]  |
| 1989 | MOSH 16CD     | CD, Album, Blu Earache MOSH 16CD | Earache Records       | Wielka Brytania   | [ 3 ]  |
| 1989 | MOSH 16CD     | CD, Album, Gre Earache MOSH 16CD | Earache Records       | Wielka Brytania   | [ 3 ]  |
| 1989 | MOSH 16CD     | CD, Album, Gre Earache           | Earache Records       | Wielka Brytania   | [ 3 ]  |
| 1989 | MOSH 16CD     | CD, Album, RP, Blu               | Earache Records       | Wielka Brytania   | [ 3 ]  |
| 1989 | MOSH 16CD     | CD, Album, RP, Gre               | Earache Records       | Wielka Brytania   | [ 3 ]  |
| 1989 | MOSH 16MC     | Cass, Album                      | Earache Records       | Wielka Brytania   | [ 3 ]  |
| 1991 | SPR005        | LP, Album                        | Rainbow Records       | Brazylia          | [ 3 ]  |
| 1995 | MOSH 16CD     | CD, Album                        | Earache Records       | Stany Zjednoczone | [ 3 ]  |
| 2003 | MOSH 16CD     | CD, Album, RE                    | Союз, Earache Records | Rosja             | [ 3 ]  |